# Katiola
Katiola este o comună din regiunea Hambol, Coasta de Fildeș.